# Alessandro Busi
Alessandro Busi (Bologna, 28 settembre 1833 – Bologna, 8 luglio 1895) è stato un compositore, direttore d'orchestra e pedagogo italiano.

## Biografia
Figlio dell'organista e compositore Giuseppe Busi (Bologna 1808 – 1871), insegnò armonia al Conservatorio di Bologna dal 1865 e, dopo la morte del padre nel 1871, anche contrappunto e composizione. Nel 1884 divenne professore di canto. Dal 1864 fu inoltre direttore dell'orchestra del Teatro Comunale. Oltre alle opere orchestrali, compose soprattutto musica sacra.
È sepolto nella Sala del Colombario della Certosa di Bologna.

## Opere
- Sinfonia a grande orchestra, 1854

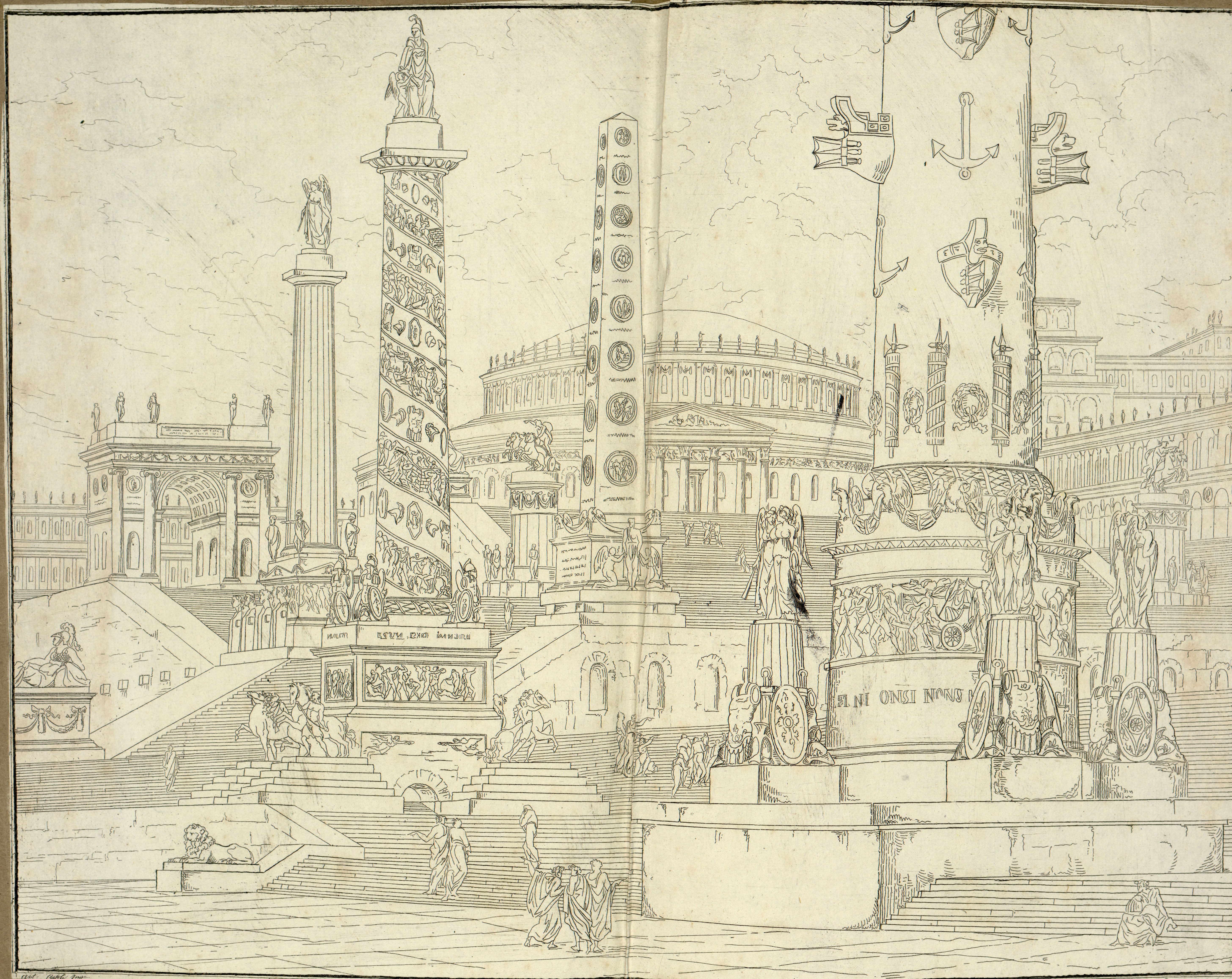
Tavola dell'Antica Roma per documentazione scena, bozzetto per Giulio Cesare (1874).

- Notturnino per voce e pianoforte, 1857
- Offertorio da morto per baritono, coro e orchestra, 1857
- Raccolta di tre pezzi vocali da sala, 1862
- Giulio Cesare, balletto
- Un sogno in cimberli, 1870
- La pertenza dell'Esule
- Gavotta per due violini, viola e violoncello
- Overture per orchestra e banda
- Overture per orchestra
- Introita e Kirie da morto
- Elegia funebre
- Excelsior, sinfonia
- In alto mare, poesia sinfonica
- Messa a cappella
- Requiem
- Messa a 4 voci maschili con organo, violoncelli e contrabbassi.